# Kovaszivacsok
A kovaszivacsok (Silicispongiae) a szivacsok (Porifera) törzsének egy nagy csoportja, amelybe a szaruszivacsok (Demospongiae) és az üvegszivacsok (Hexactinellida) osztályai tartoznak. Közös jellemzőjük, hogy szivacstűiket szilícium-dioxid építi fel, ellentétben a kalcium-karbonát vázú mészszivacsokkal.

## Rendszerezés
A legtöbb tanulmány szerint a csoport monofiletikus.
A szivacsok törzsének részeként Silicispongia Schmidt, 1862 és Silicea Bowerbank, 1864 néven írták le. Egy másik elképzelés szerint a szivacsok polifiletikus vagy parafiletikus csoportot alkotnak, ezért a kovaszivacsokat önálló törzsbe sorolja Silicarea néven, a mészszivacsokat (Calcarea) pedig törzsi rangra emeli.[forrás?]